# Karol Hielle
Karol Teodor Hielle (ojciec) (ur. 1822 w Krasnym Buku, ob. Krasnej Lipy, zm. 26 marca 1871 w Berlinie) – niemiecki przemysłowiec, od 1857 r. współwłaściciel żyrardowskiej fabryki lnu. Wraz z Karolem Augustem Dittrichem znacznie rozbudował moce przerobowe zakładów lniarskich oraz przyczynił się do rozbudowy zaplecza socjalnego osady fabrycznej realizowanej zgodnie z koncepcją miasta idealnego. Za jego czasów zakłady żyrardowskie zaczęły uchodzić za szczyt rozwoju technologicznego przemysłu włókienniczego.
Karol Hielle pochodził z rodziny fabrykanckiej osiadłej w czeskich Sudetach i posiadającej tkalnie ręczną. Jego żoną była Flora z domu May, która wraz z dwoma synami – Edwardem i Karolem została współwłaścicielką zakładów lniarskich po śmierci męża.
20 stycznia 1873 sukcesorzy po Karolu Hielle spisali w Krasnej Lipie przed notariuszem Franciszkiem Hoffmanem akt, na mocy którego spadkobiorcy zrzekli się osobistych roszczeń i uznawali całość wymienionego majątku za własność Spółki Handlowej Dittrich und Hielle z siedzibą w Krasnej Lipie1. Reprezentowanie interesów rodziny Hielle w Towarzystwie Akcyjnym Zakładów Żyrardowskich przejął po ojcu syn Karol.
1 K. Zwoliński, Zakłady żyrardowskie w latach 1885–1915, Książka i Wiedza, Warszawa 1979, s. 30–31